# Con tem Audrey Hepburn
Con tem Audrey Hepburn là một con tem của Đức tưởng niệm diễn viên huyền thoại Audrey Hepburn đã không phát hành. Nhưng có một vài bản mẫu vẫn được đóng dấu, gửi qua bưu điện đã trở nên nổi tiếng và đắt giá.

## Kế hoạch phát hành
Vào năm 2001, tại Đức có một đợt phát hành những con tem tưởng niệm các ngôi sao điện ảnh Charlie Chaplin, Audrey Hepburn, Jean Gabin, Greta Garbo và Marilyn Monroe. Những con tem đó đều được in hình một cảnh trong phim và Bộ trưởng Tài chính liên bang đã được quyền sử dụng những hình ảnh đó.
Nhưng riêng con tem Audrey Hepburn, con trai của bà đã phản đối việc dùng một hình ảnh trong Breakfast at Tiffany's bởi lý do điếu thuốc lá trên môi nữ diễn viên. Vì vậy kế hoạch phát hành con tem Audrey Hepburn đó bị hủy bỏ. Hai tấm giấy in tem được lưu trữ tại Bưu điện Đức và bảo tàng Tem thư.

## Những bản mẫu được phát hiện
Nhưng người ta đã phát hiện có bốn bản mẫu được đóng dấu trong khoảng thời gian 2003 tới 2004.

### Bản thứ nhất
Bản mẫu đầu tiên được phát hiện bởi Werner Dürrschmidt, một người phát thư ở Leupoldsgrün vào đầu năm 2005. Bản thân là một người sưu tầm tem, anh ta mua lại các phong bì thư của một số công ty Đức. Trong bọc thư của một công ty ở Basse-Saxe, Werner Dürrschmidt tìm thấy con tem này nhưng không biết. Nó được đóng dấu ngày 14 tháng 10 năm 2003 tại bưu điện số 12, Berlin.
Sau khi phát hiện lịch sử con tem, một chuyên gia đã chứng thực và ước tính nó có giá 20 000 euro. Sau đó rất nhanh, con tem được giới thiệu với công chúng vào ngày 5 tháng 1 năm 2005 tại bảo tàng Bưu điện Archiv für Philatelie, ở Bonn.

### Bản thứ hai
Bản mẫu thứ hai được phát hiện bởi một nhà sưu tập 77 tuổi, Walter H. ở Frankfurt am Main. Sau khi con tem thứ nhất được biết đến, Walter tìm thấy bản thứ hai trong một bộ tem ông đã mua ở Berlin vào tháng 11 năm 2003. Nó được đóng dấu 2 tháng 11 năm 2003 bưu điện số 10 cũng tại Berlin.
Ngày 1 tháng 6 năm 2005 tại Wiesbaden, con tem được bán bởi nhà bán đấu giá Heinrich Köhler. Với giá khởi điểm 20 000, con tem đã được một người ở miền Nam nước Đức mua với giá 58 000 euro. Nhà bán đấu giá Köhler cũng đã có một cuộc tranh cãi luật pháp với những người thừa kế của Audrey Hepburn.

### Bản thứ ba
Một nhà sưu tập ở Berlin-Brandenburg đã phát hiện ra nó trong một tập tem. Đó là con tem hơi đặc biệt vì nằm ở góc trên bên trái của tấm giấy in tem và vẫn dính liền với các phần bên ngoài đó. Nó được đóng dấu ngày 11 tháng 2 năm 2004 ở Kleinmachnow, gần Potsdam trong khu vực bưu điện số 14.
Con tem này đã được mang bán đấu giá tại Düsseldorf ngày 7 tháng 10 năm 2005 bởi Ulrich Felzmann. Cuối cung nó được mua với giá 135 000 bởi một nhà đầu tư tài chính ở Korschenbroich, Nordrhein-Westfalen.

### Bản thứ tư
Một người sưu tập, công nhân luyện thép ở Rhénanie đã phát hiện ra nó trong một lô tem. Nó cũng được đóng dấu ở Berlin vào 2004.

## Giả thuyết
Những bản mẫu tem này có thể xuất phát từ các quan chức cao cấp của Đức. Trong mỗi đợt phát hành tem, các bộ trưởng, quan chức cao cấp nhận được những bản mẫu để làm kỷ niệm. Trong các trường hợp có vấn đề như hủy phát hành, họ phải trả lại cho Bưu điện Đức.
Với con tem Audrey Hepburn, đã có 30 bản không được trả lại.